# Sogneråd
Sogneråd afløste ved lov om landkommunernes styrelse m. v. af 6. juli 1867, der trådte i kraft i 1868,  sogneforstanderskab som betegnelse for ledelsen af en sognekommune. Det blev samtidig bestemt, at et landdistrikt der hørte under en købstadskirke, men havde eget fattigvæsen, skulle have sit eget sogneråd. Som hidtil skulle sogne, der havde fælles fattigvæsen, være én sognekommune.
Den nye ordning for sognekommunerne betød også, at skolevæsenets administration og økonomiske forvaltning blev lagt over til sognerådene. Samtidig blev der nedsat en skolekommission, der skulle føre tilsyn med undervisningen. Her var sognepræsten fast medlem, mens kommissionens to øvrige medlemmer blev udpeget af sognerådet. Mindst ét af disse medlemmer skulle samtidig være medlem af sognerådet.

## Valgret
I 1908 blev reglerne for valgret ændret, så både mænd og kvinder over 25 år havde valgret til sognerådet. Hvis man skyldte i skat eller ikke havde tilbagebetalt sin fattighjælp havde man dog frem til 1933 stadig ikke valgret.
Lederen af sognerådet var sognerådsformanden, der skulle vælges med absolut flertal i sognerådet. Formanden skulle indkalde til møder, føre forhandlingsprotokollen og sørge for, at sognerådets beslutninger blev ført ud i livet.

## Gentofte-status
Det viste sig snart, at inddelingen i købstadskommuner og sognekommuner ikke lod sig anvende på alle kommuner. Flere landkommuner havde en befolkningsmæssig størrelse og dermed bebyggelse og andre vilkår, der gjorde brugen af sognerådsstyre utilstrækkeligt og derfor utilfredsstillende. Dette blev først synligt i Gentofte Kommune, der hurtigt udviklede sig til en folkerig forstad til København, men hvor en indlemmelse i København ikke ansås for ønskelig eller mulig. I erkendelse heraf vedtoges i 1920 en lov, der bemyndigede indenrigsministeren til at give Gentofte Sogneråd lov til blandt sine medlemmer at udpege en formand og en næstformand samt 2-4 personer til at gå formanden til hånde. Valg af formand og næstformand skulle ske efter reglerne for valg af borgmester og rådmænd i købstæderne. 
Efter kort tid benyttede man i Gentofte ikke længere betegnelsen sogneråd, men kommunalbestyrelse, og betegnelsen sognerådsformand blev afløst af betegnelsen borgmester. Loven gav tillige Gentofte ret til at nedsætte faste udvalg, og ligeledes skulle der i kommunalvedtægten optages en bestemmelse om, at borgmesteren skulle have et vederlag for sit arbejde.
Da Gentofte Kommune var den første af hovedstadsområdets kommuner, der fik den nye status, kom ordningen til at blive betegnet ”Gentofte-status”. I de følgende år fik flere sognekommuner "Gentofte-status" med Lyngby-Tårbæk Kommune som den første. 
”Gentofte-status” indebar desuden, at sognekommunerne kunne indrette deres skolevæsen på samme måde som i købstadskommuner. Endvidere måtte de anvende reglerne for købstæder i forbindelse med folkeregistre, næringslovgivning, landvæsensretter og vandløbslovgivning.
I 1952 indførtes Gentofte-status for Ballerup-Måløv, Birkerød, Brøndbyerne, Dragør, Farum, Gladsaxe, Glostrup, Herlev, Herstederne, Hvidovre, Høje-Tåstrup, Hørsholm, Rødovre, Store Magleby, Søllerød, Tårnby, Vallensbæk og Værløse kommuner.
Bestemmelserne om Gentofte-status kan opfattes som en forløber for den egentlige kommunalreform gennemført i 1970, som ophævede adskillelsen mellem sogne- og købstadkommuner til fordel for den nye kommunetype kaldet primærkommunen. Karakteristisk nok skete der ved kommunalreformen i 1970 ingen ændring i udstrækningen af de fleste omegnskommuner i Københavns Amt, hvilket var udtryk for, at disse med hensyn til både indbyggertal og styre allerede levede op til de målsætninger, som kommunalreformen tilsigtede.